# بريمية فنزويلية
بريمية فنزويلية (الاسم العلمي:Leptospira venezuelensis) هي نوع من البكتيريا تتبع جنس البريمية من فصيلة نظيرات البريمية.